# Johann Ludwig Paulmann
Johann Ludwig Paulmann (* 24. November 1728 in Vorwohle oder Vorsfelde; † 28. Dezember 1807 in Braunschweig) war evangelisch-lutherischer Pastor in Braunschweig, Mitherausgeber eines Kirchengesangbuches und Kirchenlieddichter. Er ist vor allem durch die Beschreibung des „Predigers P…“ in dem Roman Anton Reiser von Karl Philipp Moritz in Erinnerung geblieben.

## Leben
Paulmann wurde 1728 als Sohn des Pfarrers Heinrich Joachim Paulmann und dessen Ehefrau Eleonore Luise, geb. Wallbaum geboren. Er studierte an der Universität Helmstedt, wo er 1752 seine Dissertationsschrift verfasste und neben dem Studium als Hauslehrer arbeitete. Er wurde 1759 zunächst Pastor in Ölper, wo er 1761 das Gefecht bei Ölper erlebt und in mehreren Predigten verarbeitet. Am 18. Oktober 1767 wird Paulmann zweiter Prediger an der Brüdernkirche (St. Ulrici) in Braunschweig. Ab 1795 gehört er zu den Senioren des Geistlichen Ministeriums und wird Assessor des Geistlichen Gerichts.
Am 12. Februar 1760 ehelichte er in Wolsdorf die dort geborene Elisabeth Luise Conradine Hörstel (1738–1795), die Tochter des Wolsdorfer Pfarrers. Aus der Ehe gingen mindestens zwei Söhne und eine Tochter hervor, unter ihnen Johann Ernst Ludwig Paulmann (1760–1830), der sich später als Dichter und Dramatiker betätigt.

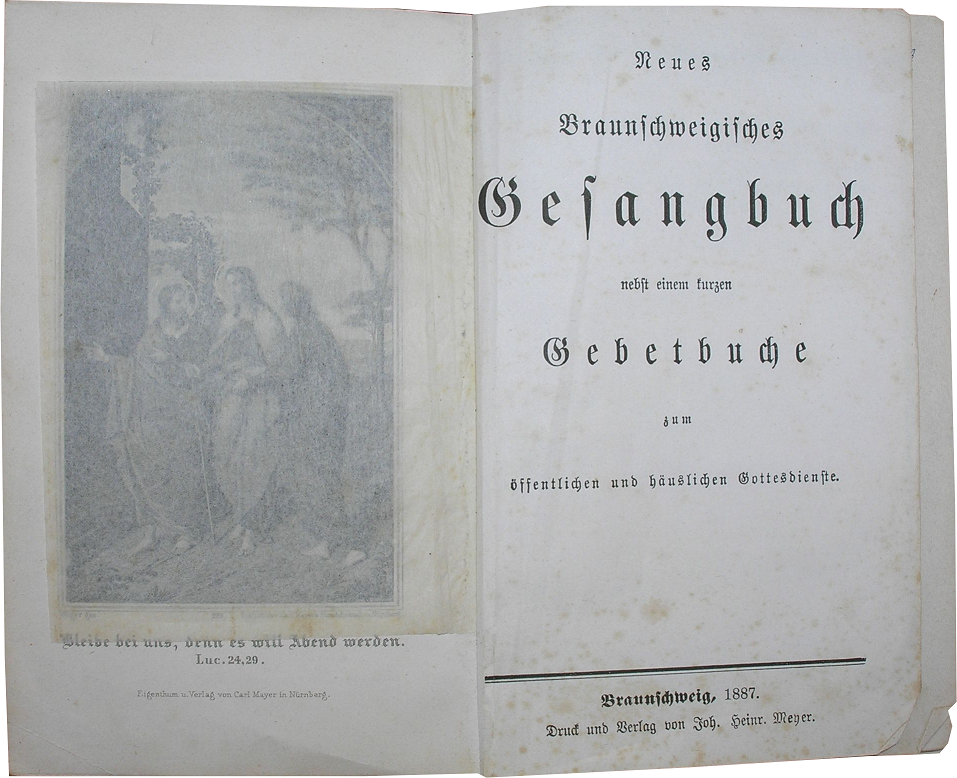
Neues Braunschweigisches Gesangbuch, 1887
Erstausgabe zu Ostern 1780

Bereits 1761 hatte der Braunschweigische Herzog Karl I. das Geistliche Ministerium der Stadt, das aus den Stadtpfarrern bestand, damit beauftragt, als Alternative zu jenem von 1689 ein zeitgerechteres, verständlicheres und eher vom Geist der Aufklärung geprägtes Gesangbuch zu erarbeiten. Die Arbeit wurde unter den Stadtpfarrern aufgeteilt und geriet zunächst fast zum Erliegen. 1767 wurde sie nach herzoglicher Ermahnung wieder aufgenommen und Paulmann nebst anderen Stadtpfarrern in den Ausschuss um den Superintendenten Nikolaus Mejer einbezogen. In den folgenden Jahren gab es durch Krankheit und Todesfälle mehrfach Umbildungen desselben, unter anderem wurde der verstorbene Pfarrer der Andreaskirche durch den Literaturhistoriker Johann Joachim Eschenburg ersetzt. Da zeitweise eine Begutachtung des erlangten Ergebnisses durch den Herzog ausblieb, verzögerte sich die Sache erneut und erst als sein Sohn Karl Wilhelm Ferdinand 1775 die Sache wieder aufgriff, konnte sie zu einem erfolgreichen Ende geführt werden. Im Jahr 1779 erschien das Gesangbuch. Im folgenden Jahr, dem Todesjahr des Herzogs, wurde es offiziell eingeführt.

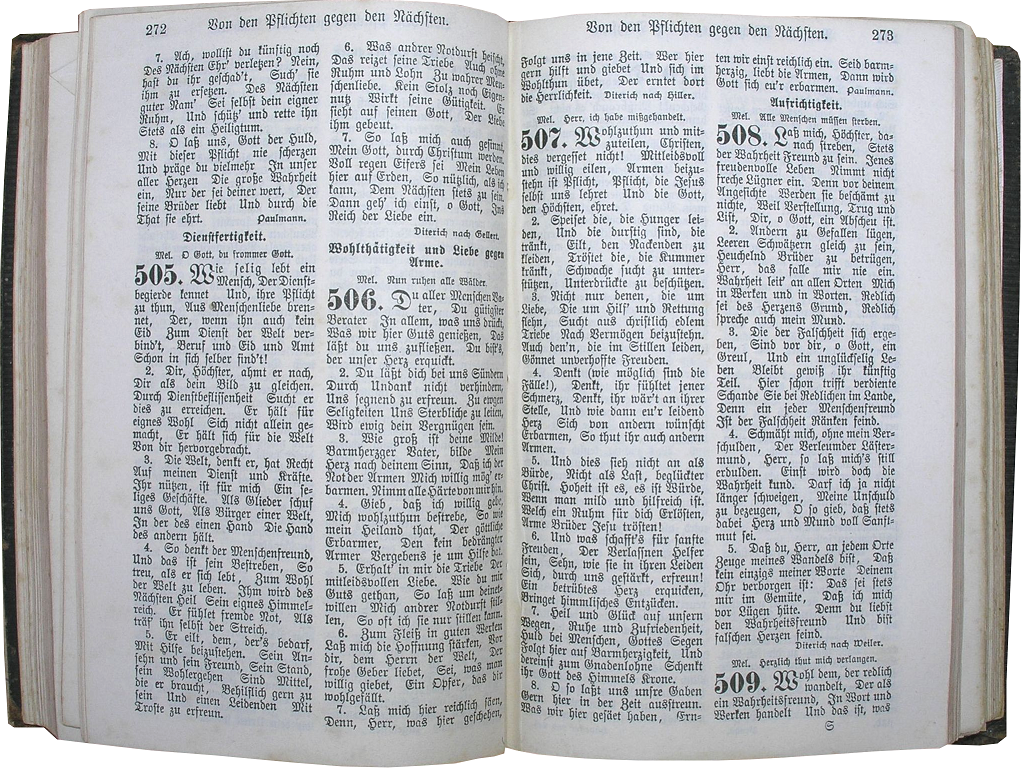
Kirchenlied Nr. 507, Neues Braunschweigisches Gesangbuch

Von Paulmann finden sich in dem Gesangbuch fünf seiner eigenen Lieder, unter anderem die Nr. 248, „O himmlisches o bestes Leben“ und Nr. 507 „Wohlzuthun und mitzutheilen, Christen, dies vergeßt doch nicht“. Einige fanden auch Aufnahme in andere Gesangbücher. Weiterhin gab Paulmann eine Sammlung eigener geistlicher Lieder sowie einige seiner Predigten in gedruckter Form heraus. Seine Predigten sind geprägt von einer Rhetorik, die mit eindringlichen Wiederholungen arbeitet. Sie verbinden den Geist gemäßigter Aufklärung und der Empfindsamkeit mit protestantisch-orthodoxer Theologie.
Paulmann starb am 28. Dezember 1807 an der „Brustwassersucht“. Auf dem Sterbebett ließ er sich das Abendmahl reichen und bekannte sich, in Anknüpfung an eine damals wohl schon nicht mehr übliche, alte Tradition, zum Glauben. Er ließ der Gemeinde ausrichten, dass er im Glauben an den versöhnenden Tod Christi sterbe. Sein Nachfolger Johann Heinrich Schiller tat dies in der Neujahrspredigt kund.

## Literarische Erwähnung
Literarische Erwähnung fand Johann Ludwig Paulmann in dem „psychologischen Roman“ Anton Reiser (erschienen ab 1785) von Karl Philipp Moritz, der stark autobiographische Züge trägt. In diesem berichtet der Autor unter anderem über seine Zeit als Lehrjunge bei einem Braunschweiger Hutmacher. Des Sonntags besucht er verschiedene Kirchen und ist besonders von den bewegenden Predigten des Pastor P … an der B … kirche fasziniert:
Und nun, als er anhub, welche Stimme, welch ein Ausdruck! – Erst langsam und feierlich, und dann immer schneller und fortströmender: so wie er inniger in seine Materie eindrang, so fing das Feuer der Beredsamkeit in seinen Augen an zu blitzen, aus seiner Brust an zu atmen und bis in seine äußersten Fingerspitzen Funken zu sprühen. Alles war an ihm in Bewegung; sein Ausdruck durch Mienen, Stellung und Gebärden überschritt alle Regeln der Kunst und war doch natürlich, schön und unwiderstehlich mit sich fortreißend. […]
Der unbedarfte Junge vergöttert den Prediger nahezu, ohne persönlichen Umgang mit ihm zu haben. Es folgen ausführliche Schilderungen der Predigtinhalte. Als er den Pastor einmal auf Plattdeutsch zum Küster sagen hört, daß sie nachher noch ein Kind zu taufen hätten, relativiert dies seine Abgötterei und führt ihm auch die menschliche Seite der Person vor Augen.
Später, bereits als Schriftsteller bekannt, hat Moritz Kontakt zu Paulmanns Sohn Johann Ernst Ludwig Paulmann (1760–1830), der sich später ebenfalls als Dichter betätigt. Er nimmt ihn einige Zeit bei sich in Berlin auf und führt mit dem Vater nachweislich 1783 einen Briefwechsel. In dem von ihm herausgegebenen Magazin zur Erfahrungsselenkunde bezeichnet er diesen als einen seiner Freunde und rückt dort einige seiner Predigten ein.

## Werke
- Die gerechten Anforderungen Gottes auf die Bezahlung der Sündenschulden unsers Landes, wurden am 22. Sonntage nach Trinitatis in einer Predigt … beyden Gemeinden Zu Oelper und Watenbüttel, … vorgestellet / von Johann Ludewig Paulmann, Prediger zu Oelper und Watenbüttel. Braunschweig 1762.
- Erweckungen zum Lobe und Danke Gottes aus seinem der Welt wiedergeschenktem Frieden. Braunschweig 1763.
- Heilige Unterhandlungen bey der Confirmation, Beichte und Communion der taub- und stummgebohrnen Dorothea Johann Klingesporn : nebst einigen Nachrichten des Schulhalters, Schweinhagen von der Lehrart, nach welcher er sie unterrichtet hat. Waisenhaus-Buchdruckerey, Braunschweig 1777.